# Ololygon tripui
Der neotropische Frosch Ololygon tripui (Synonym: Scinax tripui) gehört zur Gattung der Knickzehenlaubfrösche innerhalb der Familie der Laubfrösche. Der Artname tripui stammt von Ityra–poi (Tupí-Guaraní) und bedeutet Kleiner Berg, wie der Name des größten Flusses der Estação Ecológica do Tripuí, wo die Art entdeckt wurde.
Nach Lourenço et al. (2010) wurde die Art innerhalb der Gattung Scinax zur Scinax catharinae-Klade gezählt. Es wurde diskutiert, welchen Umfang diese Klade haben soll und ob sie eine eigene Gattung darstellt, für die der Name Ololygon verfügbar wäre. Im Jahr 2023 wurde nach ausführlichen molekulargenetischen und morphologischen Untersuchungen die Gattung Ololygon wiedererrichtet.

## Beschreibung
Ololygon tripui ist eine mittelgroße Art der Gattung Ololygon. Messungen der Kopf-Rumpf-Länge von Lourenço et al. (2010) ergaben 23,6 ± 1,27 mm für Männchen (n=32) und 38,7 ± 0,8 mm für Weibchen (n=5); die Weibchen sind also bedeutend größer. Die Färbung der Körperoberseite ist hellbraun mit dunkelbraunen Streifen, die hellbraune Schnauze ist unregelmäßig dunkelbraun gefleckt. Die Art ist am nächsten mit Ololygon flavoguttata verwandt, unterscheidet sich jedoch von diesem Laubfrosch durch seine hellgrünliche Färbung der Leistenregion und Innenseiten der Schenkel, seine (von oben betrachtet) eiförmige Schnauze, das Vorhandensein von Brunstschwielen und dadurch, dass die Männchen als auch Weibchen kleiner sind. 
Die Nasenlöcher der braun gefärbten Kaulquappen befinden sich auf der Oberseite des Körpers, die Augen sitzen dorsolateral. Zwischen den Nasenlöchern und Augen besitzen die Larven goldene Flecken. Die kleine Atemöffnung sitzt etwa am Übergang von dorsaler zu ventraler Seite.

## Verbreitung
Die Art wurde 2009 im brasilianischen Bundesstaat Minas Gerais im Gebiet der Estação Ecológica do Tripuí bei Ouro Preto entdeckt und 2010 beschrieben. Da jedoch noch einige Gebiete in Südostbrasilien im Bezug auf ihre Froschfauna relativ wenig erforscht sind, kann die Art auch weiter verbreitet sein.

## Lebensraum und Ökologie
Die Art wurde bisher nur an Vegetation an Bächen der Estação Ecológica do Tripuí und hauptsächlich in der kalten Jahreszeit von April bis September gefunden. In dieser Zeit wurden auch nur Rufer der Männchen verzeichnet, sodass die Laichzeit der Art wohl in diesen Zeitraum fällt. Rufende Männchen saßen etwa 1 m nebeneinander und sind daher wohl wenig territorial. Eier wurden an ruhigen Stellen der Bäche gefunden und wurden direkt auf das Bodensubstrat abgegeben. Die Kaulquappen sind tagaktiv und finden sich nahe der Wasseroberfläche. Nachts verstecken sie sich unter Blättern und Steinen. Die Larven brauchen etwa einen Monat zur Metamorphose. Die meisten Jungtiere wurden Ende August gefunden.